# Russell W. Peterson

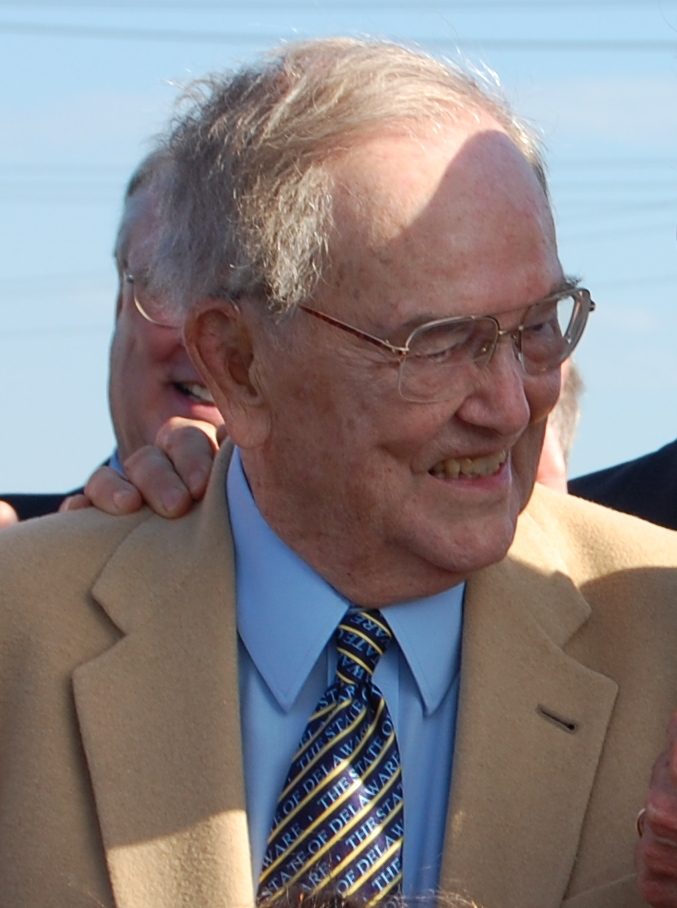
Russell W. Peterson, 2009

Russell Wilbur „Russ“ Peterson (* 3. Oktober 1916 in Portage, Columbia County, Wisconsin; † 21. Februar 2011 in Centreville, New Castle County, Delaware) war ein US-amerikanischer Politiker. Er war von 1969 bis 1973 Gouverneur des Bundesstaates Delaware.

## Frühe Jahre und Aufstieg
Russell Peterson studierte bis 1942 unter anderem Chemie an der University of Wisconsin. Danach arbeitete er als Chemiker in einer Versuchsanstalt einer Firma in Wilmington. In den folgenden 26 Jahren war er sowohl in der Forschung als auch in der Produktion und am Verkauf beteiligt. Schließlich war er auch im Vorstand der Firma. Peterson setzte sich sehr für die Umwelt ein.
Politisch war er bis 1968 kaum in Erscheinung getreten. Er wurde Mitglied der Republikanischen Partei, die ihn im Jahr 1968 zu ihrem Kandidaten für die anstehende Gouverneurswahl nominierte. Diese Wahlen gewann er mit 51 % gegen den demokratischen Amtsinhaber Charles L. Terry. Die Wahlen des Jahres 1968 in den Vereinigten Staaten sahen generell die Republikanische Partei im Aufwind, die mit Richard Nixon auch den Präsidenten stellte.

## Gouverneur von Delaware
Peterson trat sein neues Amt am 21. Januar 1969 an. Eine seiner ersten Amtshandlungen war der Abzug der Nationalgarde aus Wilmington, die sein Vorgänger Terry zur Bekämpfung von Rassenunruhen dorthin entsandt hatte. Er reformierte den Regierungsapparat seines Staates. Peterson setzte sich auch als Gouverneur für den Umweltschutz ein. Er war die treibende Kraft hinter dem sogenannten „Coastal Zone Act“ aus dem Jahr 1972. Damit wurde ein zwei Meilen tiefer Küstenstreifen, der immerhin 20 % der Fläche des Staates ausmachte, vor Schwerindustrie geschützt, um die Umweltverschmutzung und die Wasserverunreinigung in diesem Gebiet zu reduzieren. Später sollten auch andere Bundesstaaten an der Atlantikküste diesem Beispiel folgen.
Haushaltspolitisch hatte Peterson keine glückliche Hand. In seiner Amtszeit wuchs die Staatsverschuldung auf fünf Millionen Dollar an, was für einen kleinen Staat wie Delaware schon ein hoher Fehlbetrag war. Das kostete Peterson im Jahr 1972 die Wiederwahl. Er unterlag bei den Wahlen gegen den früheren Vizegouverneur Sherman W. Tribbitt knapp mit 49 % zu 51 % der Wählerstimmen. Daher musste er am 16. Januar 1973 aus seinem Amt ausscheiden.

## Weiterer Lebenslauf
Nach dem Ende seiner Amtszeit wurde Peterson Präsident der National Audubon Society. Im Jahr 1996 trat er zur Demokratischen Partei über. Als Grund gab er einen Rechtsruck bei den Republikanern an. Russell Peterson war mit der 1994 verstorbenen Lillian Turner verheiratet. Mit ihr hatte er vier Kinder. Bis zu seinem Tod war er mit June Jenkins verheiratet.